# NGC 2903
 NGC 2903 là một thiên hà xoắn ốc dạng thanh cách khoảng 30 triệu năm ánh sáng đi trong chòm sao Sư Tử. Nó được phát hiện bởi William Herschel, người đã xếp nó vào ngày 16 tháng 11 năm 1784. NGC 2903 có tỷ lệ hình thành sao rất cao ở khu vực trung tâm. NGC 2905 là một đám mây sao sáng trong thiên hà này.
NGC 2903 là một phần của Siêu đám Xử Nữ.

## Bộ sưu tập

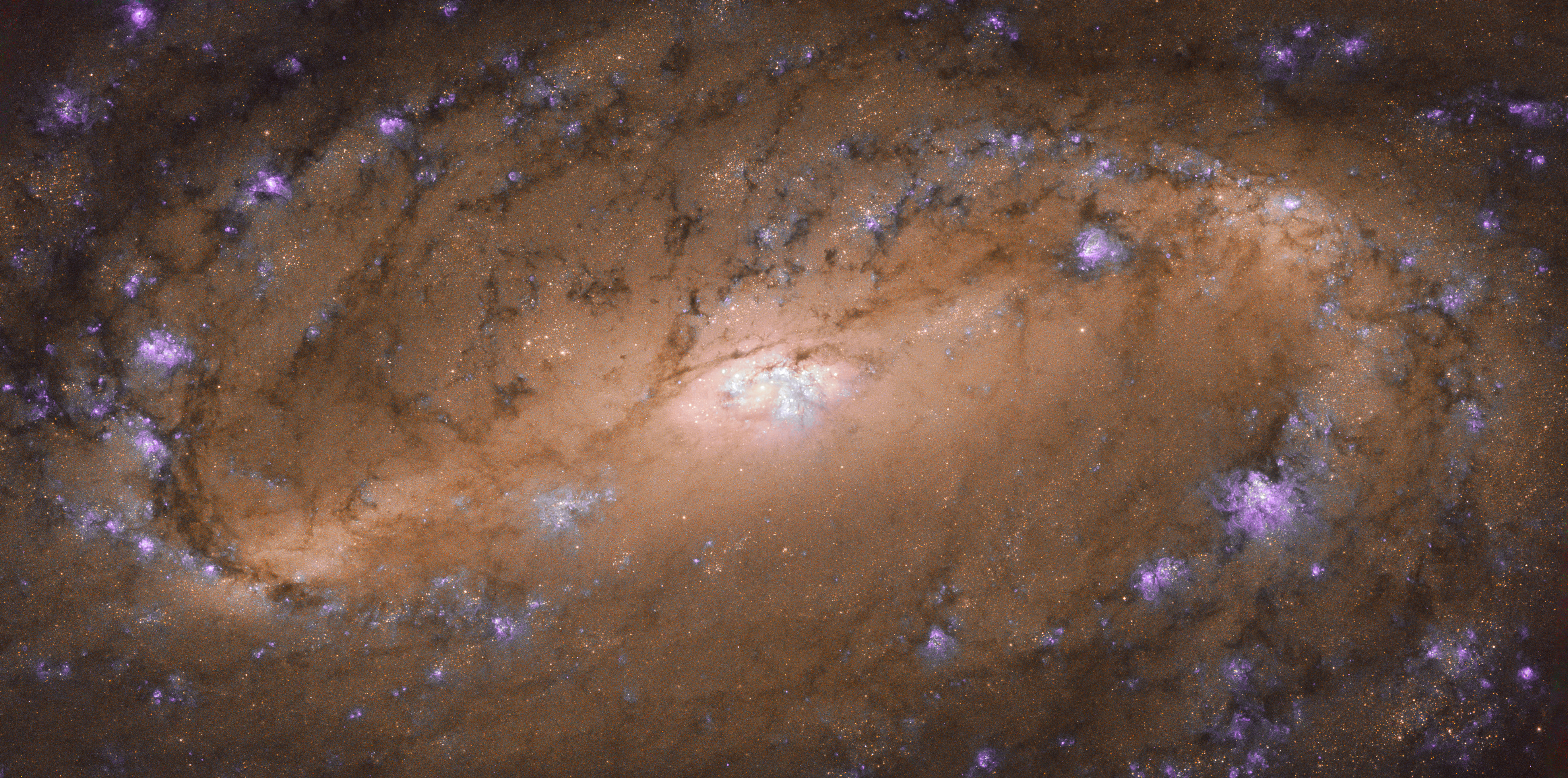
NGC 2903 được chụp bởi Hubble.
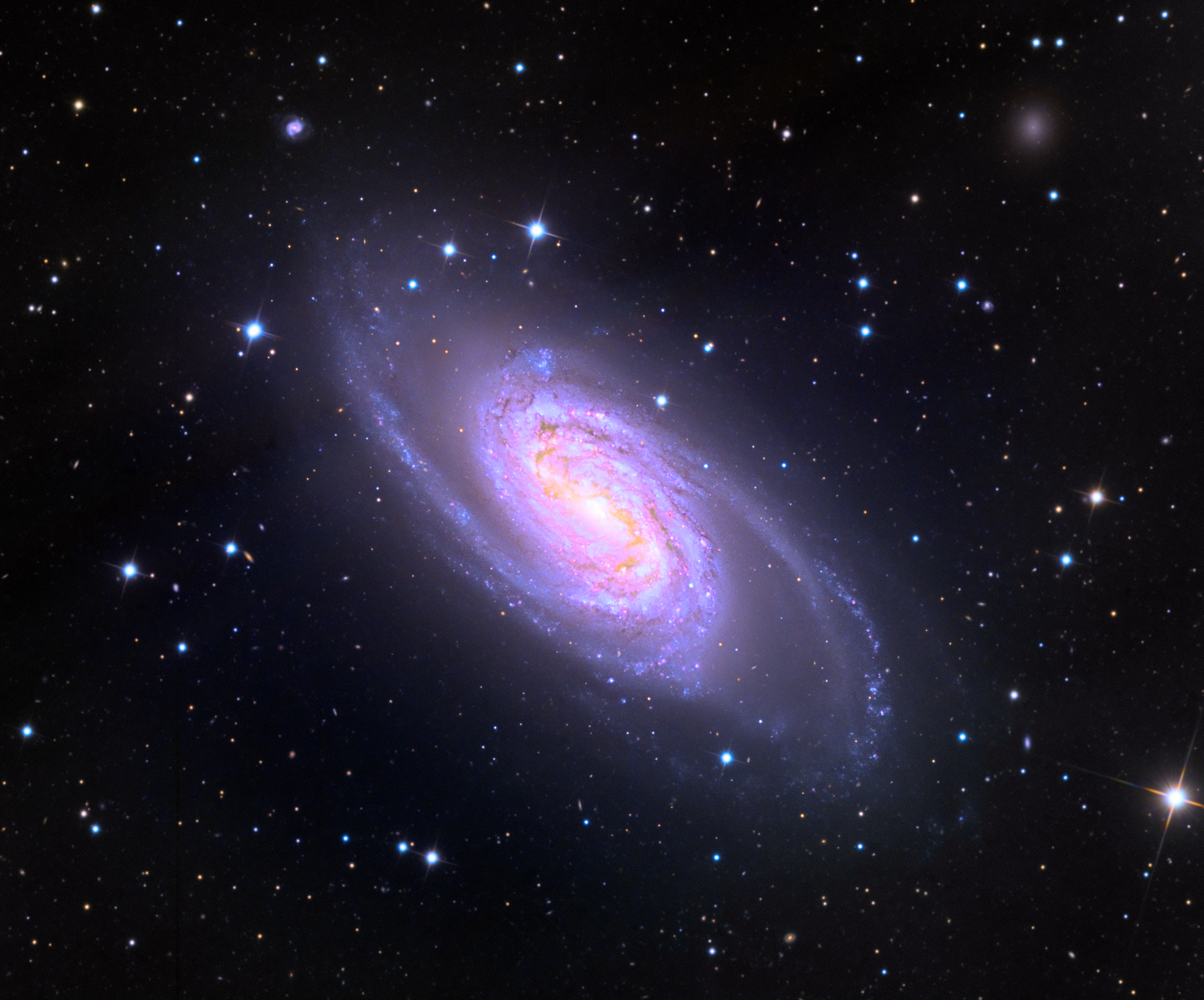
Thiên hà xoắn ốc NGC 2903 sử dụng kính viễn vọng Schulman 32 inch trên Mt. Lemmon, Arizona.